# 3311 Podobed

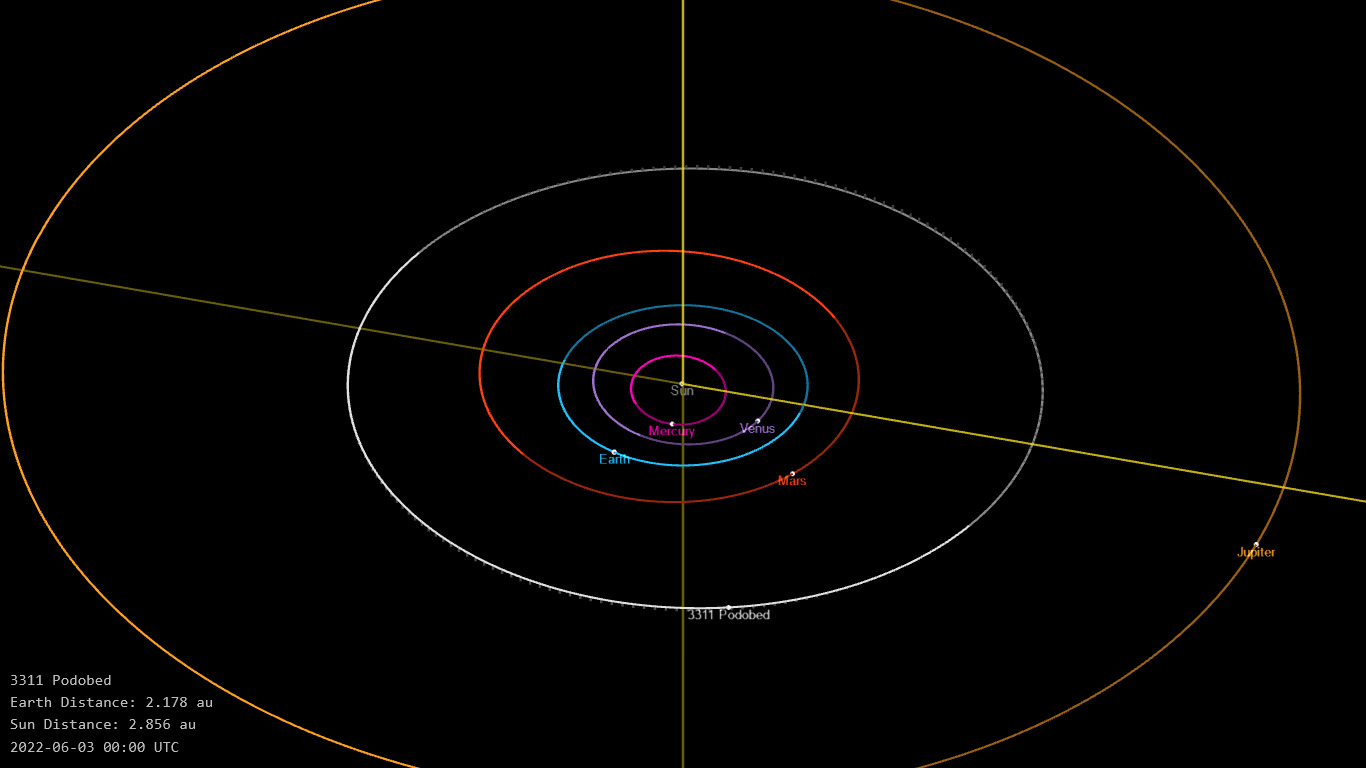

3311 Podobed è un asteroide della fascia principale del diametro medio di circa 24,04 km. Scoperto nel 1976, presenta un'orbita caratterizzata da un semiasse maggiore pari a 2,7890983 UA e da un'eccentricità di 0,0372468, inclinata di 0,92622° rispetto all'eclittica.